# 龙山路站
龙山路站为中华人民共和国安徽省芜湖市鸠江区凤鸣湖路与龙山路交叉口北侧的一座单轨车站，属于芜湖轨道交通1号线。2021年11月3日投入运营。

## 车站结构
龙山路站为地上三层车站，一层为出入口，二层为车站大堂，三层为车站站台，设有两个侧式站台，并设有半高屏蔽门。

### 车站楼层
| 地上三层 | 侧式站台，右側開门 | 侧式站台，右側開门           |
| 地上三层 | 轨道（西）         | █ 1号线往白马山（鞍山路）    |
| 地上三层 | 轨道（东）         | █ 1号线往保顺路（衡山路）    |
| 地上三层 | 侧式站台，右側開门 |                              |
| 地上二层 | 站厅               | 客服中心、自动售票机、验票机 |
| 地面     | 出入口             | 1-3出入口                    |

## 车站出口
龙山路站共设3个出口，各出口及周围设施如下所示：
|                                       |      |              |                                                                        |
| 出口编号                              | 照片 | 地点         | 可到达目的地                                                           |
| 出口 · 1L                             |      | 凤鸣湖路东侧 | 法雷奥、天佑                                                           |
| 出口 · 2L · 升降机标志 · 扶手电梯标志 |      | 凤鸣湖路西侧 | 麦凯瑞汽车外饰公司、科瑞水泥搅拌技术有限责任公司、芜湖旭通物流有限公司 |
| 出口 · 3L · 扶手电梯标志              |      | 凤鸣湖路东侧 | 芜湖开发区人民检察院、信义玻璃、天能电池（芜湖）有限公司               |
| 註： 設有 \| 設有扶手電梯             |      |              |                                                                        |

## 接驳交通

### 公交车
- 龙山路：47、201、237路
- 凤鸣湖路龙山路：23、47、110晚班、214、237路
- 凤鸣湖路汽纬一路：23、110晚班、201、237路